# Heinrich (V.) der Ältere von Braunschweig

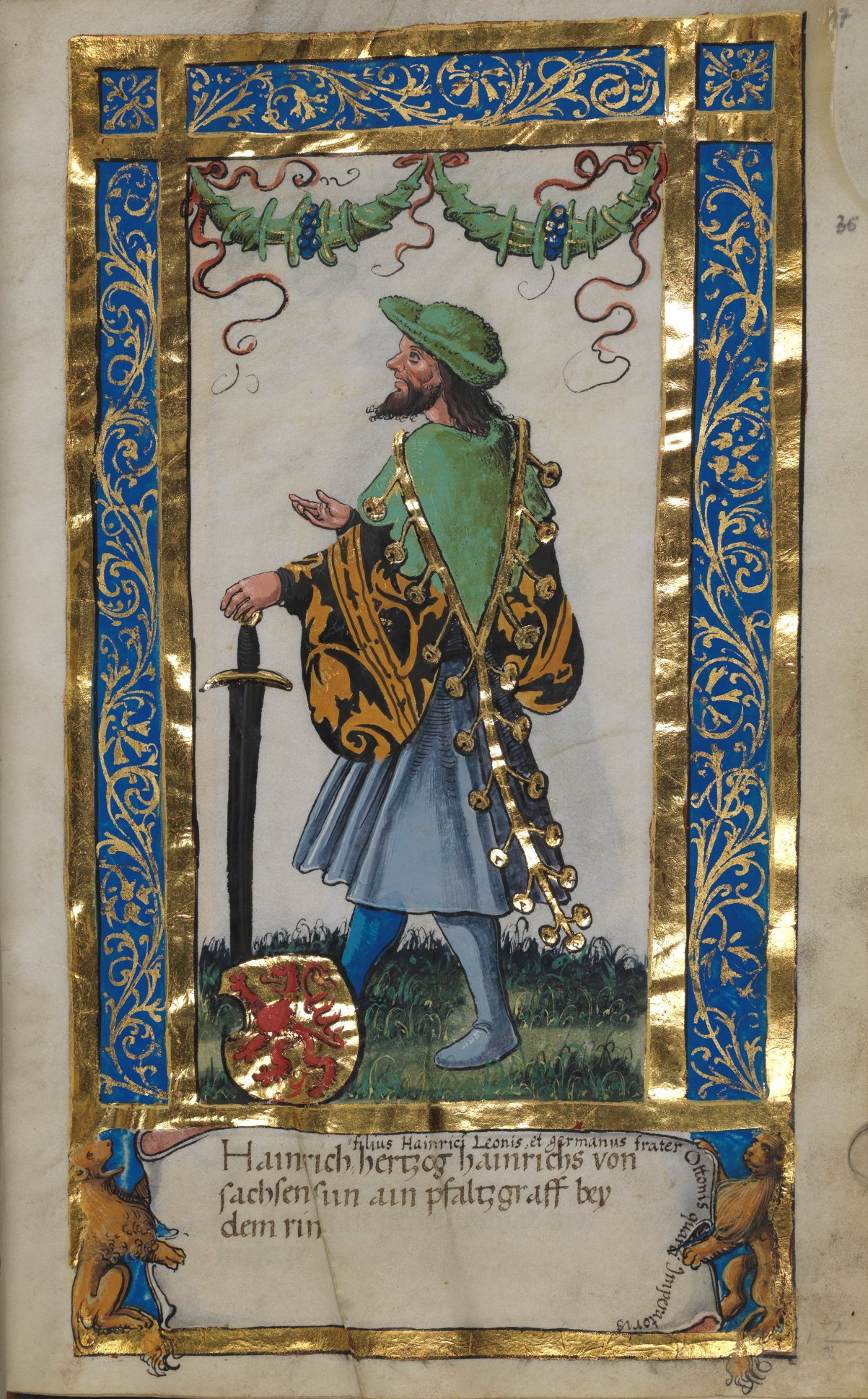
Heinrich im Weingartener Stifterbüchlein (um 1510)

Heinrich (V.) der Ältere von Braunschweig (* um 1173/74; † 28. April 1227 in Braunschweig) aus der Familie der Welfen war von 1195 bis 1212 Pfalzgraf bei Rhein.

## Familie
Der älteste Sohn Herzog Heinrichs des Löwen und Mathildes von England war seit Januar oder Februar 1194 mit Agnes von Staufen, der Erbtochter des rheinischen Pfalzgrafen Konrad von Staufen verheiratet. Aus dieser Ehe gingen mit Heinrich dem Jüngeren, Irmengard bei Rhein und Agnes drei Kinder hervor. In zweiter Ehe war er seit 1211 mit Agnes von Landsberg, Tochter des Markgrafen Konrad II. der Niederlausitz († 1266), verheiratet. Diese Ehe blieb kinderlos.

## Leben
Heinrich begleitete seinen Vater 1182 und 1189 in die Normandie und nach England ins Exil. Nach der eigenmächtigen Rückkehr Heinrichs des Löwen im Herbst 1189 verteidigte er Braunschweig erfolgreich gegen König Heinrich VI. Beim Frieden von 1190 wurde er zusammen mit seinem Bruder Lothar († 1190) als Geisel an Heinrich VI. gegeben. Er musste Heinrich VI. 1191 auf seinem Italienzug begleiten und nahm an der erfolglosen Belagerung von Neapel teil. Schließlich flüchtete er und kehrte über Marseille nach Deutschland zurück, wo er (fälschlich) den Tod des inzwischen zum Kaiser gekrönten Heinrichs verkündete und sich selbst für die künftige Königswahl empfahl. Pfingsten 1192 wurde Heinrich der Ältere vom Kaiser geächtet. 1193/1194 heiratete er heimlich Agnes, Cousine des Kaisers und Tochter und Erbin des staufischen Rheinpfalzgrafen Konrad. Im selben Jahr versöhnte sich Heinrich wieder mit dem Kaiser, welcher ihn daraufhin begnadigte und nach dem Tod des Pfalzgrafen 1195 mit der Rheinpfalz belehnte.
Im selben Jahr erbte Heinrich nach dem Tod seines Vaters die welfischen Hausgüter. Als neuer Parteigänger des Kaisers begleitete er diesen auf dessen Italienzug nach Sizilien. Er nahm am Kreuzzug Heinrichs VI. ins Heilige Land teil. Zusammen mit dem Bischof von Bremen führte er ein Kontingent an, mit dem er mit 44 Schiffen mit Zwischenhalten in Norwegen, England und Portugal nach Messina segelte, wo er sich im August 1197 mit dem Hauptheer des Kreuzzuges verband und nach Akkon weitersegelte, wo er im September eintraf. Als die Kreuzfahrer vom überraschenden Tod Kaiser Heinrichs VI. im Oktober 1197 erfuhren, wurde der Kreuzzug abgebrochen und Heinrich der Ältere kehrte spätestens im Sommer 1198 in die Heimat zurück.
Im welfisch-staufischen Thronstreit um die Nachfolge Kaiser Heinrichs unterstützte Heinrich der Ältere zunächst seinen Bruder Otto IV. gegen dessen Rivalen Philipp von Schwaben. Im Paderborner Vertrag vom 1. Mai 1202 wurde der welfische Allodialbesitz zwischen ihm und seinen jüngeren Brüdern Wilhelm von Lüneburg und Otto IV. geteilt. Dabei fielen Heinrich neben anderen Gebieten die Stadt Stade und die Grafschaft Stade zu. Neben Altencelle war Stade bis 1204 seine wichtigste Residenz. In der Folge kam es mit Otto zusehends zu Streitigkeiten. Heinrich der Ältere sah das Schwergewicht seiner Herrschaft in der Pfalzgrafschaft, die er 1204 nach dem Frieden mit Philipp von Schwaben von diesem zurückerhielt. Nach dessen Tod im Jahre 1208 kehrte Heinrich der Ältere wieder auf die Seite seines Bruders Otto IV. zurück und wurde Reichsverweser im Rheinland. Er kämpfte dabei gegen die drei rheinischen Erzbischöfe und wurde endgültig aus dem Mosel- und Mittelrheingebiet verdrängt. Schon sein Schwiegervater und Vorgänger als Pfalzgraf, Konrad der Staufer, hatte um 1182 seine Hofhaltung von der Burg Stahleck bei Bacharach am Mittelrhein auf die Burg Heidelberg verlegt. 1212 verzichtete Heinrich zugunsten seines Sohnes Heinrich des Jüngeren auf die Pfalz. Nach dem Tod Wilhelms von Lüneburg erbte er 1213 umfangreichen Besitz zwischen Elbe und Weser, in welchem Gebiet ihn König Friedrich II. 1219 als Reichsvikar einsetzte.
Da sein einziger Sohn 1214 im Alter von 17 Jahren kinderlos verstorben war, bestimmte Heinrich der Ältere 1223 seinen Neffen Otto das Kind, den Sohn Wilhelms von Lüneburg, zum Erben seiner Güter. Heinrich der Ältere wurde im Braunschweiger Dom begraben.
„Mit aller Wahrscheinlichkeit“ stiftete Heinrich die St.-Gallus-Reliquie für die Burgkapelle St. Galli der Burg Lauenrode vor Hannover, wodurch er seiner weltlichen Schutz- und Lehnsherrschaft über Konrad II. Ausdruck verlieh.